# Économie de la Papouasie-Nouvelle-Guinée

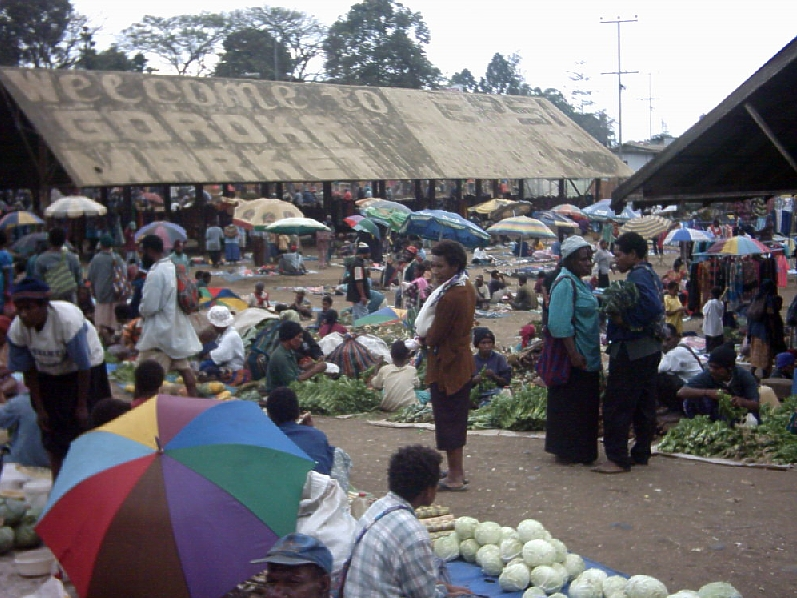
Marché central de Goroka. 2004

La Papouasie-Nouvelle-Guinée est richement dotée de ressources naturelles, mais leur exploitation est entravée par le terrain accidenté et le coût élevé du développement de l'infrastructure. L'agriculture fournit une vie de subsistance pour 85 % de la population. Les dépôts de minerais, dont le pétrole, le cuivre, et l'or, contribuent à 72 % des recettes d'exportation. L'économie est en régression depuis 2000 mais s'est probablement légèrement améliorée en 2003. L'ancien premier ministre Mekere Morauta avait essayé de maintenir l'intégrité des institutions de l'État, de stabiliser le kina, de reconstituer la stabilité du budget national, de privatiser des entreprises publiques quand cela était approprié et d'assurer une paix durable sur Bougainville. Le gouvernement a pu s'attirer l'appui international, notamment en gagnant le support du Fonds monétaire international et de la Banque mondiale en fixant des prêts d'aide au développement. Les défis significatifs se posent au premier ministre actuel[Quand ?] Michael Somare, y compris gagner davantage la confiance des épargnants, de continuer les efforts de privatisation des capitaux gouvernementaux et maintenir l'appui des parlementaires.
Mais dans ce pays où l'attachement aux valeurs ancestrales est omniprésent, la conception occidentale de l'économie est en butte aux plus virulentes résistances. En octobre 1998, des groupes ethniques de la région de Madang ont assigné à leur député le dépôt d'une proposition de loi visant à l'abolition de la monnaie-papier, et le retour à l'usage du Kina – et du Toea sa subdivision – qui sont en fait des coquillages. Sur les marchés des principales villes de la province des Highlands, le troc est encore couramment pratiqué, l'échange marchand supporté par les valeurs fiduciaires est devenu un mode « obligatoire » avec les personnes qui n'ont pas ou ont abandonné tout lien avec le quotidien des tribus et ethnies.

## Statistiques
Le PIB total est de 21,3 milliards de dollars américains en 2018.
Le PIB par habitant est de 2 490 US$ en 2018.
Le taux de croissance réelle du PIB est de 3,8 % en 2018.

## Énergie
En septembre 2019, le gouvernement de James Marape renonce à renégocier le contrat d'un projet gazier de 13 milliards de dollars américains avec Total, ExxonMobil et Oil Search. Ce projet de gaz naturel liquéfié, intitulé « Papua LNG » est doté d'une capacité de 5,4 millions de tonnes par an et permettra d'exploiter des ressources gazières de plus de 1 milliard de barils équivalent pétrole, permettant au pays de doubler ses exportations de GNL, ce qui en ferait un acteur international majeur. La décision finale d'investissement est alors prévue en 2020.
Le 7 mars 2023, TotalEnergies annonce le lancement des études d'ingénierie de détail sur le projet « Papua LNG » avant une éventuelle décision d'investissement, prévue en fin d'année ou début 2024. La production pourrait démarrer fin 2027 ou début 2028. Le projet Papua LNG, composé de 11 puits situés dans une zone forestière difficile d'accès, aura une capacité de 6 Mt de gaz naturel liquéfié par an et pourrait représenter un investissement total de 10 milliards de dollars. TotalEnergies détient une participation de 40,1 % dans ce projet, ExxonMobil 37,1 % et l'australien Santos 22,8 %. Les  partenaires ont choisi de construire des infrastructures de liquéfaction électriques au sein de l'usine déjà existante de PNG LNG, opérée par ExxonMobil. Le projet desservira principalement le marché asiatique.